# 제비는 왜 뿔이 달린 꼬리가 있을까?
《제비는 왜 뿔이 달린 꼬리가 있을까?》(러시아어: Почему́ у ла́сточки хво́стик ро́жками)는 1967년에 개봉된 아멘 샤이다로프 감독의 카자흐스탄 어린이 애니메이션 영화로, 같은 이름의 카자흐스탄의 전래 동화를 기반으로 한다.

## 반응
관객과 소련 애니메이션 전문가 모두에게 열렬한 환영을 받았고 후에 여러 나라의 여러 영화제에 출품되었으며 1968년 올 유니온 영화제에서 상을 받았다. 또한 1974년 뉴욕 애니메이션 페스티벌에서 어린이 영화 부문 동메달을 수상했다. 특히 알마티 미술대학을 졸업한지 얼마 안 되었던 참여한 제작진들은 애니메이션을 제작한 경험이 전무해서 이러한 성공은 더 강조되었다.
영화의 예술적인 면도 찬사를 받았고, 바우르잔 구레흐베코프 교수는 이 영화에 대해 예술적인 디자인에 대해 칭찬을 하였다.

## 제작자
|               | 한국어                                                                                    | 러시아어                                                                            |
| ------------- | ----------------------------------------------------------------------------------------- | ----------------------------------------------------------------------------------- |
| 감독          | 아멘 샤이다로프                                                                           | Амен Хайдаров                                                                       |
| 아트 디렉터   | 아트 샤이다로프                                                                           | Амен Хайдаров                                                                       |
| 화가          | V. 슈킨 E. 베이세이토프                                                                   | В. Щукин Э. Бейсеитов                                                               |
| 애니메이터    | E. 베이세이토프 B. 칼리스트라토프 갈리나 두센코 E. 술탄베코프 F. 무카노프 빅토르 추추노프 | Э. Бейсеитов Б. Калистратов Галина Дусенко Е. Султанбеков Ф. Муканов Виктор Чугунов |
| 카메라        | S. 아르테모프                                                                             | С. Артемов                                                                          |
| 작곡가        | 누르기스 틀렌디예프                                                                       | Нургис Тлендиев                                                                     |
| 음향          | U. 다블레트갈리예프 예반젤리나 도도노바                                                   | У. Давлетгалиев, Евангелина Додонова                                                |
| 성우          | Z. 샤리포바                                                                               | З. Шарипова                                                                         |
| 텍스트 작성자 | 갈리나 두센코                                                                             | Галина Дусенко                                                                      |